# Square Villaret-de-Joyeuse
Square Villaret-de-Joyeuse är en återvändsgata i Quartier des Ternes i Paris sjuttonde arrondissement. Gatan är uppkallad efter den franske amiralen Louis Thomas Villaret de Joyeuse (1747–1812). Square Villaret-de-Joyeuse börjar vid Rue Villaret-de-Joyeuse 7.

## Omgivningar
- Saint-Ferdinand-des-Ternes
- Cité Férembach
- Villa Guizot

## Bilder
| - Louis Thomas Villaret de Joyeuse. - Gatuskylt. - Saint-Ferdinand-des-Ternes. |

## Kommunikationer
- Tunnelbana – linje  – Argentine
- Busshållplats Argentine – Paris bussnät

### Webbkällor
- ”Square Villaret-de-Joyeuse”. Mairie de Paris. https://web.archive.org/web/20160303204518/http://www.v2asp.paris.fr/commun/v2asp/v2/nomenclature_voies/Voieactu/9802.nom.htm. Läst 7 januari 2024.
- ”Square Villaret-de-Joyeuse (17ème arrondissement)”. Les rues de Paris. https://web.archive.org/web/20160409103311/http://www.parisrues.com/rues17/paris-17-square-villaret-de-joyeuse.html. Läst 7 januari 2024.